# ستانين

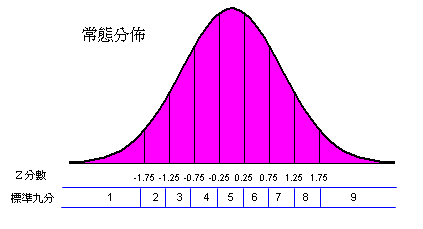

ستانين (standard NINE) هي طريقة تستخدم لقياس درجات اختبار على مقياس قياسي من تسع نقاط بمتوسط خمسة وانحراف معياري بمقدار أثنين.
تقوم بعض مصادر الويب بنسب ستانينز إلى القوات الجوية للجيش الأمريكي خلال الحرب العالمية الثانية. تقول الأسطورة السيكومترية أنه تم استخدام المقياس من واحد إلى تسعة بسبب ضغط تسجيل النتيجة كرقم واحد، لكن ثورندايك [1] يدعي أنه من خلال تقليل الدرجات إلى تسع قيم فقط، فإن ستانينز «يقلل من الميل إلى محاولة تفسير النقاط الصغيرة الخلافات (ص 131)». كان أول استخدام معروف للستانين من قبل القوات الجوية للجيش الأمريكي في عام 1943م.
طريقة الحساب

يتم معرفة حجم درجات الاختبار إلى درجات ستانين باستخدام الخوارزمية التالية:
نتائج الترتيب من الأدنى إلى الأعلى
أعط أقل 4٪ ستانين من 1، و 7٪ التالية ستانين 2، إلخ، وفقًا للجدول التالي
| ترتيب النتيجة      | %4        | %7              | %12           | %17           | %20           | %17           | %12           | %7            | %4            |
| ستانين             | 1         | 2               | 3             | 4             | 5             | 6             | 7             | 8             | 9             |
| النتيجة القياسية   | تحت 1.75- | 1.75- إلى 1.25- | 1.25-الى0.75- | 0.75-الى0.25- | 0.25-الى0.25+ | 0.25+الى0.75+ | 0.75+الى1.25+ | 1.25+الى1.75+ | اعلى من 1.75+ |
| درجة مقياس ويتشسلر | تحت 74    | 74الى81         | 81الى89       | 89الى96       | 96الى104      | 104الى111     | 111الى119     | 119الى126     | اعلى من 126   |

الأساس الأساسي من اجل الحصول على ستانين هو أن التوزيع الطبيعي الذي يقسم إلى تسعة فترات، كل منها له عرض 0.5 انحراف معياري باستثناء الأول والأخير، وهما الباقي فقط (ذيول التوزيع). المتوسط يقع في وسط الفترة الخامسة.
الاستخدام اليوم
- تستخدم مادة الستانين اليوم في الغالب في التقييم التربوي. [بحاجة لمصدر]
- استخدمت جامعة ألبرتا في إدمونتون، ألبرتا، كندا نظام ستانين حتى عام 2003، عندما تحول إلى مقياس مكون من 4 نقاط.
في الولايات المتحدة، يبلغ مكتب السجلات التعليمية (الذي يدير "ERBs") عن نتائج الاختبارات على أنها ستانينات ونسب مئوية.
- يستخدم مجلس نيوزيلندا للبحوث التربوية مادة الستانين. [3]
- يستخدم تقييم GL ستانينز جنبًا إلى جنب مع SAS (درجات العمر القياسية) للتعبير عن نتائج تقييمات CAT4 ، المستخدمة في العديد من المدارس الدولية في المملكة المتحدة وبريطانيا [4]
- يستخدم اختبار قدرة مدرسة Otis-Lennon نظام ستانين مع النسب المئوية.
- تستخدم المدرس الثانوية في كورية المتوسطة نظام ستانين لتقييم طلابها.